# Ратайкі
Ратайкі (пол. Ratajki) — село в Польщі, у гміні Сянув Кошалінського повіту Західнопоморського воєводства.
Населення — 124 особи (2011).

## Демографія
Демографічна структура станом на 31 березня 2011 року:
|          | Загалом | Допрацездатний вік | Працездатний вік | Постпрацездатний вік |
| -------- | ------- | ------------------ | ---------------- | -------------------- |
| Чоловіки | 65      | 10                 | 51               | 4                    |
| Жінки    | 59      | 10                 | 35               | 14                   |
| Разом    | 124     | 20                 | 86               | 18                   |